# Palliolinae
Palliolinae — підродина двостулкових молюсків родини гребінцевих (Pectinidae).

## Опис
Мушля маленька і тонка. Внутрішні радіальні ребра відсутні. У деяких видів наявний ктеноліум.

## Класифікація
У підродині виділяють 5 родів:
- Підродина Palliolinae Korbkov in Eberzin, 1960
  - Lissochlamys Sacco, 1897
  - Mesopeplum Iredale, 1929
  - Palliolum Monterosato, 1884
  - Placopecten Verrill, 1897
  - Pseudamussium Mörch, 1853